# Schäful

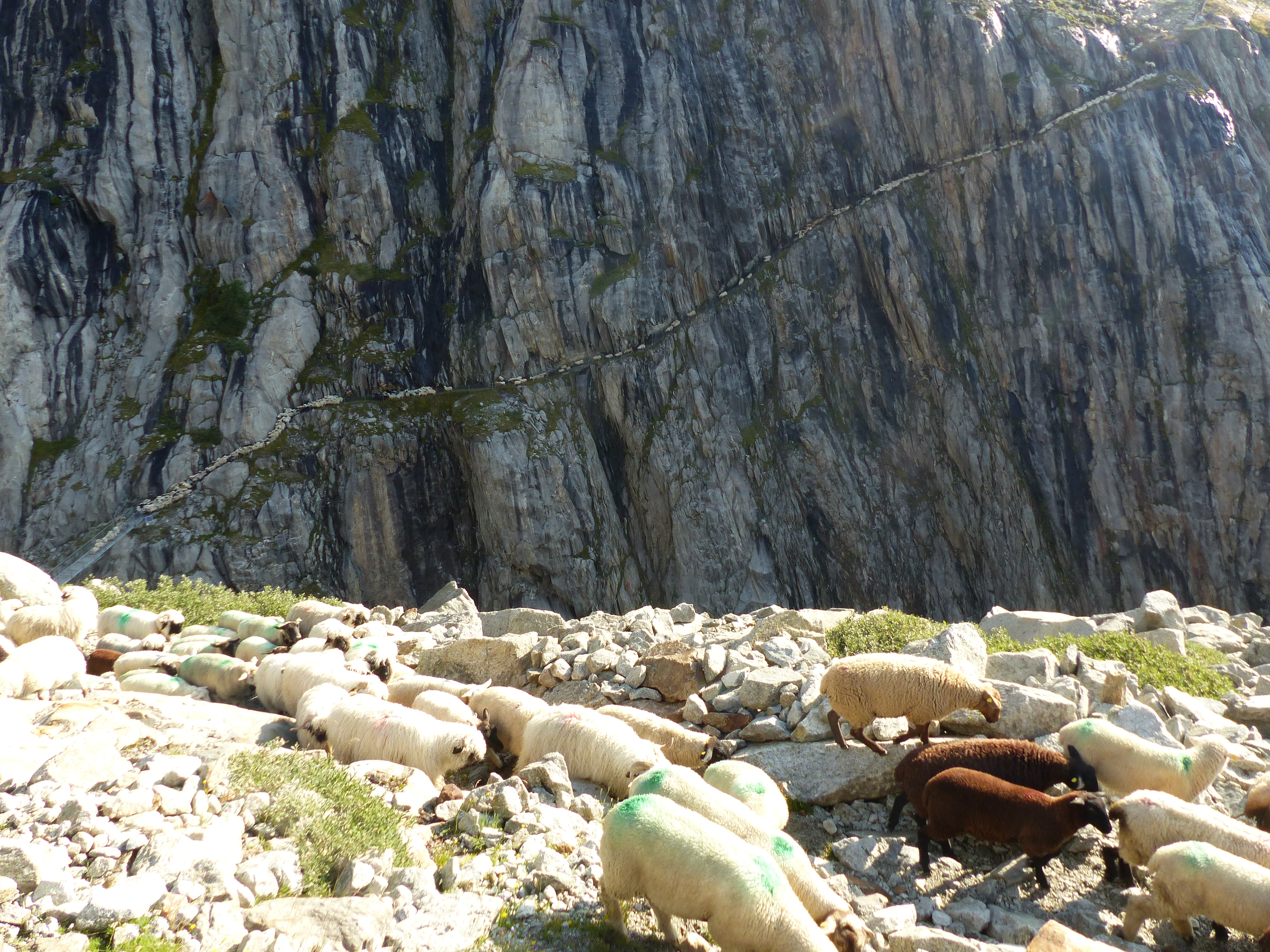
Schaftrieb durch die Oberaletschschlucht

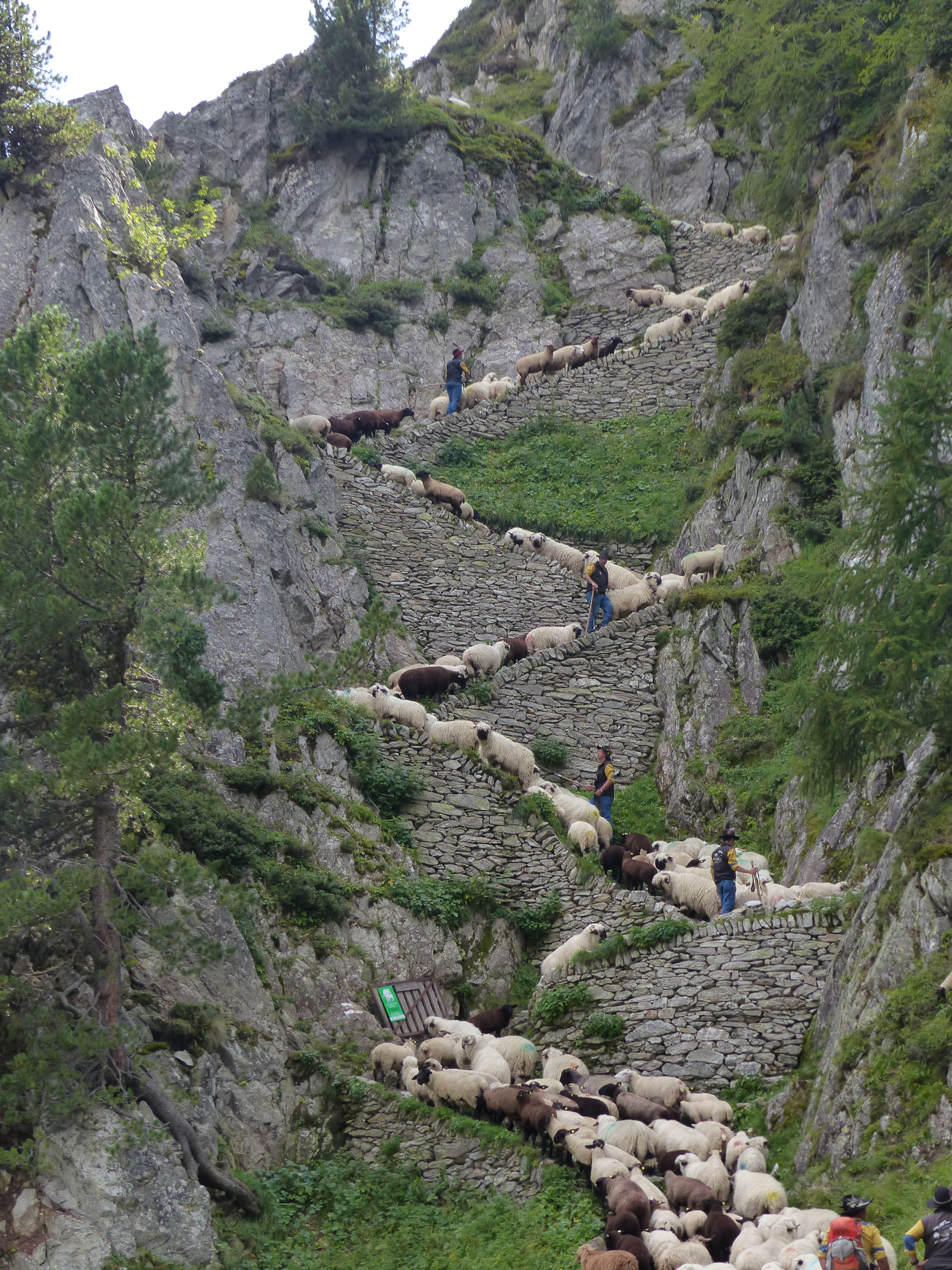
Schaftrieb in der Steigglen

Schäful bezeichnet den jährlich am letzten Augustwochenende erfolgenden Abtrieb von mehreren hundert Schafen im Gebiet des Grossen Aletschgletschers.
Der Weg der Schafe führt vom Gebiet des Inneren Aletschji, wo die Schafe den Sommer über geweidet haben, zur Belalp. Das Weidegebiet wird abgegrenzt durch den Grossen Aletschgletscher sowie den Oberaletschgletscher einschliesslich der von ihm nach seinem Rückzug hinterlassenen Schlucht. Die Weiden reichen bis knapp 3000 m ü. M.
Nachdem die Schafe an den Vortagen des Schäfuls zusammengetrieben worden sind, bildet die Passage der Oberaletschschlucht auf einem in den Fels gesprengten Steig und über eine Hängebrücke den ersten spektakulären Teil des Weges (ein Bild dieser Passage fungierte am 22. Januar 2024 als Aufmacher-Bild der New York Times). Nach mehreren Stunden erreichen die Schafe, zuletzt über die gemauerten Serpentinen Steigglen, die Belalp. Dort findet am Folgetag der Schafscheid in einem Färrich statt, bei dem jeder Natischer Züchter seine Tiere zurückerhält. Die Ankunft der Schafe wird begleitet durch viele Zuschauer und ein anschliessendes Volksfest.
Früher wurden bis zu 2000 Schafe getrieben, in den letzten Jahren waren es noch 700 bis 800.